# تشارلز فوري
تشارلز فوري هو سياسي كندي، ولد في 1828، وتوفي في 28 نوفمبر 1882.